# Rumiko Takahashi
Pour les articles homonymes, voir Takahashi.
Rumiko Takahashi (高橋 留美子, Takahashi Rumiko), née le 10 octobre 1957 à Niigata au Japon, est une dessinatrice de manga.
Ses mangas sont connus en France grâce a leur  animés diffusés dans le Club Dorothée, Lamu et Juliette, je t'aime en 1988, Ranma ½ en 1992. Ses œuvres sont traduites lorsque les éditeurs français décident d'importer massivement des mangas, à commencer par Ranma ½ publiée chez Glénat de 1994 à 2002.
Takahashi s'acquitte en 2004 d'un million d'euros d'impôt, ce qui témoigne de ses revenus confortables et donc du succès de ses œuvres. Le tirage de ses mangas à travers le monde dépasse les 200 millions d'exemplaires en 2017, puis les 230 millions d'exemplaires en 2024.
Takahashi remporte deux fois le prix Shōgakukan dans la catégorie shōnen, en 1980 pour Urusei Yatsura et en 2001 pour Inu-Yasha. En 2019, elle reçoit le grand prix de la ville d'Angoulême pour l'ensemble de son œuvre, ainsi que le titre de Chevalier de l’Ordre des Arts et des Lettres de la République française en 2023.

## Biographie
Rumiko Takahashi est née en 1957 à Niigata. Au lycée, elle propose son premier manga à un magazine. Son dessin s'inspire de celui de Ryōichi Ikegami. Lors de ses études à l'université de Tokyo, elle s'inscrit au Gekiga Sonjuku, une école de manga fondée par Kazuo Koike, scénariste des mangas Lone Wolf and Cub et Lady Snowblood. Sur ses conseils, elle commence à publier ses premiers dōjinshi en 1975, tels que Bye-Bye Road (バイバイロード) et Star of Empty Trash (虚塵の星, Kyojin no Hoshi).
Sa carrière professionnelle commence en 1978 avec Those Selfish Aliens, une histoire de science-fiction sur le ton de la comédie. La même année, elle dessine Time Warp Trouble, Shake Your Buddha et Golden Gods of Poverty pour le magazine de prépublication de manga Weekly Shōnen Sunday, qui publiera par la suite la majeure partie de son œuvre. la même année, elle commence sa première série, Urusei Yatsura, qui devient l'un des mangas d'humour les plus appréciés au Japon. Mais les chapitres sont publiés de manière sporadique car la dessinatrice a des difficultés à respecter les délais imposés par une publication hebdomadaire.
En 1980, Takahashi commence alors sa deuxième série-phare, Maison Ikkoku, dans le magazine Big Comic Spirits. La série est souvent considérée comme l'un des meilleurs mangas romantiques de tous les temps[réf. souhaitée]. Takahashi dessine les deux séries simultanément jusqu'en 1987. Urusei Yatsura se conclut alors avec le volume 34 et Maison Ikkoku au volume 15. La première sera adaptée en animé en 1981 et la seconde en 1986.
Pendant les années 1980, Takahashi dessine également des histoires courtes, The Laughing Target, Maris the Chojo et Fire Tripper (ja), qui sont toutes adaptées en animés. Elle crée également Mermaid Saga, une nouvelle série sombre et macabre, publiée de 1984 à 1994. De nombreux fans soutiennent que cette série n'est pas terminée, car la dernière histoire ne s'achève pas sur une note conclusive. Elle sera adaptée en deux OAV en 1991 et 1993, et en un animé en 2003. One-Pound Gospel est une autre série de Takahashi Sa prépublication débute en 1987 dans Weekly Young Sunday et ce finit en 2007. Un OAV sort en 1988 et une adaptation en prise de vues réelles (drama) est diffusée en 2009.
En 1987, Takahashi commence sa troisième série d'envergure, Ranma ½, inspirée par les arts martiaux. Ce récit publié dans Weekly Shōnen Sunday conte les aventures d'un jeune adolescent champion d'arts martiaux qui, après être tombé dans une source maléfique, se transforme en fille au contact de l'eau froide et redevient garçon avec de l'eau chaude. Takahashi poursuit cette série pendant presque une décennie, la terminant en 1996 à son 38e volume. C'est l'un des mangas de la dessinatrice les plus populaires en Occident,. Son adaptation en animé débute en 1989.
En 1996, Takahashi commence sa quatrième œuvre majeure, Inu-Yasha, publiée aussi dans Weekly Shōnen Sunday, de 1996 à 2008. Alors que Urusei Yatsura, Maison Ikkoku et Ranma ½ sont des mangas solidement ancrés dans le genre comédie romantique, Inu-Yasha se rapproche plus de la sombre Mermaid Saga et reste le travail le plus éclectique à ce jour de la dessinatrice, mélangeant action, romance, horreur, fantasy, fiction historique et comédie. Inu-Yasha comporte au total 558 chapitres répartis en 56 volumes, ce qui en fait son plus long manga. Il a été adapté en deux animés (diffusés de 2000 à 2004 et de 2009 à 2010), quatre films d'animation (2001, 2002, 2003 et 2004) et un OAV (2008).
Au cours de sa carrière, Takahashi remporte à deux reprises le prix Shōgakukan dans la catégorie shōnen en 1980 pour Urusei Yatsura et en 2001 pour Inu-Yasha,. Le 23 janvier 2019, elle reçoit le grand prix de la ville d'Angoulême au Festival international de la bande dessinée d'Angoulême, qui récompense l'ensemble de son œuvre et met ainsi en avant la culture japonaise et les mangas. Un an plus tard, la médaille au ruban pourpre lui est décernée eu Japon pour sa carrière artistique,. En 2021 et 2023, elle est sélectionnée pour le prestigieux prix suédois, le Prix commémoratif Astrid-Lindgren.

## Œuvres majeures
- 1978 - 1987 : Urusei Yatsura (うる星やつら?) (366 chapitres, 34 tomes)
- 1980 - 1987 : Maison Ikkoku (めぞん一刻?) (161 chapitres, 15 tomes)
- 1984 - 1994 : Mermaid Forest (人魚の森?) (16 chapitres, 3 tomes)
- 1987 - 1996 : Ranma ½ (らんま1/2?) (407 chapitres, 38 tomes)
- 1987 - 2007 : One-Pound Gospel (1ポンドの福音?) (11 chapitres, 4 tomes)
- 1996 - 2008 : Inu-Yasha (犬夜叉?) (558 chapitres, 56 tomes)
- 2009 - 2017 : Rinne (境界のRINNE?) (398 chapitres, 40 tomes)
- 2019 : Mao (マオ?)
- 1999 : Le Chien de mon patron (専務の犬?)
- 2005 : Un Bouquet de fleurs rouges (赤い花束?)

## Prix et distinctions
- 1980 : Prix Shōgakukan du Shōnen pour Urusei Yatsura
- 2001 : Prix Shōgakukan du Shōnen pour Inu-Yasha
- 2011 : prix Dlire-Canal BD du Salon du livre et de la presse jeunesse de Montreuil pour la série Kyōkai no rinne[18]
- 2018 : Temple de la renommée Will Eisner, pour l'ensemble de son œuvre
- 2019 : Grand prix de la ville d'Angoulême, pour l'ensemble de son œuvre[8]
- 2021 et 2023 :  Sélection pour le Prix commémoratif Astrid-Lindgren[17]
- 2023 :  Chevalier de l'Ordre des Arts et des Lettres[19]

## Sources